# Surbiton Coach and Motor Works
Surbiton Coach & Motor Works (auch: Surbico) war ein britischer Karosseriehersteller, der in den 1920er-Jahren einzelne Aufbauten für Oberklassefahrzeuge entwarf und fertigte.

## Unternehmensgeschichte

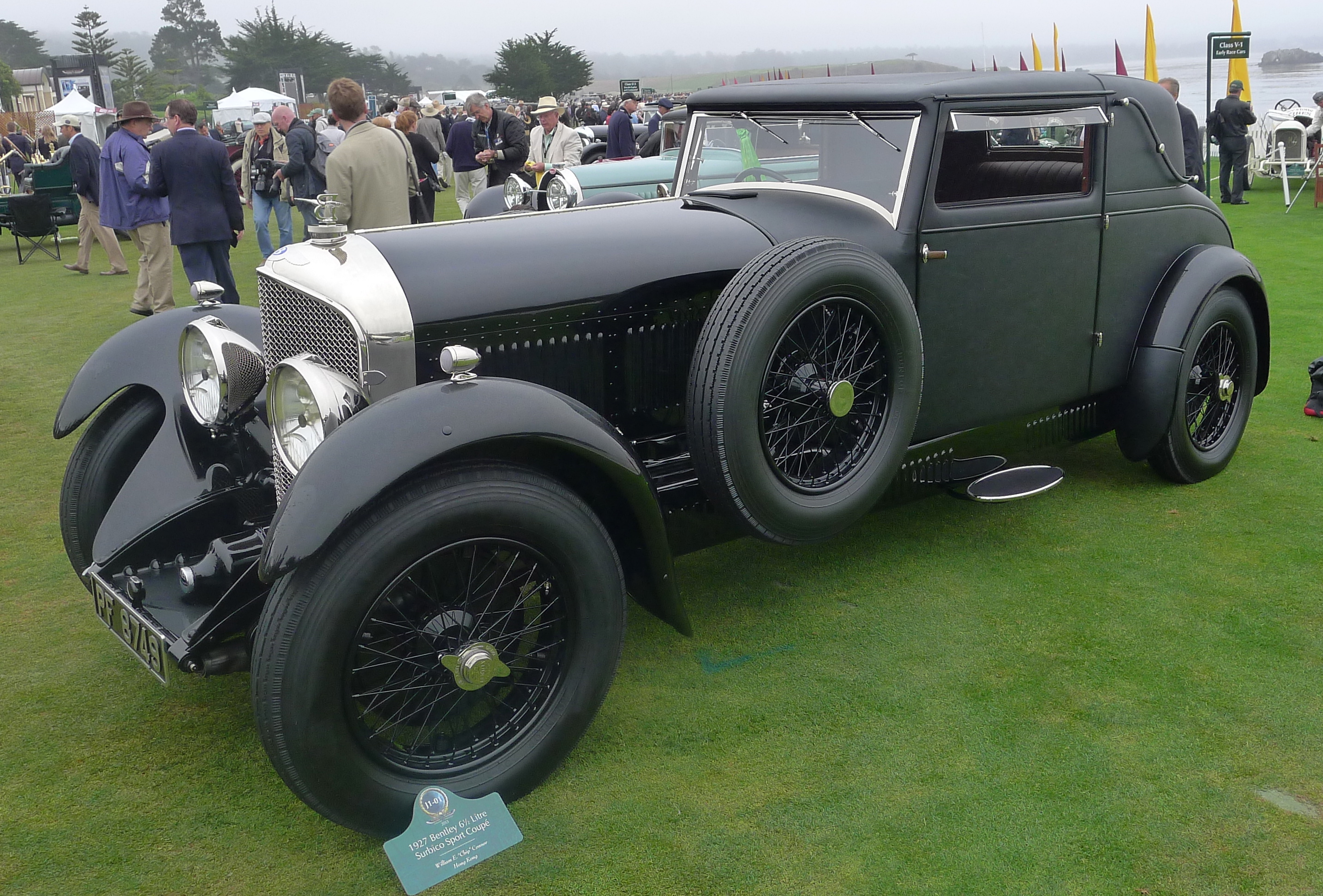
Bentley 6½ Litre Fixed Head Coupé mit Surbico-Karosserie

Surbiton Coach & Motor Works war in der südlich von London gelegenen Ortschaft Surbiton ansässig. Das Unternehmen benutzte wiederholt den Markennamen Surbico (eine Zusammensetzung aus Surbiton und Coach). Zur Entstehung des Unternehmens ist nur wenig bekannt. Einige Veröffentlichungen bezeichnen den Betrieb als „undurchsichtig“. Eine Quelle gibt E.J. Newns als Gründer des Unternehmens an, der zur gleichen Zeit im benachbarten Thames Ditton auch einen Karosseriehersteller unter der Bezeichnung Newns führte. Es gibt Vermutungen, wonach Surbico in erster Linie ein Reparaturbetrieb war, der nur vereinzelt auf Kundenwunsch neue Automobilkarosserien fertigte.
Bei Surbico entstanden einige Aufbauten für Chassis von Bentley. 1920 oder 1921 fertigte das Unternehmen eine Super Sport genannte offene Karosserie für den 3 Litre, das erste eigenständige Bentley-Modell. Die heute bekannteste Surbico-Kreation ist ein zweitüriger Fixed-Head-Aufbau für einen Bentley 6 ½ Litre mit Kunstleder-bespannter Holzkarosserie nach dem Weymann-Patent, die 1927 entstand. Das Auto (Chassisnummer TW2713), das nachträglich auf die Hochleistungsspezifikation Speed Six umgerüstet wurde, ist ein hochpreisiges Unikat, das noch existiert. Es wurde 2010 für 726.000 US-$ verkauft.
Etwa zur gleichen Zeit entstanden bei Surbico einzelne Aufbauten für Invicta, einen im benachbarten Cobham ansässigen Sportwagenhersteller, sowie für den Wolseley Hornet, einen im Vergleich zu den Bentleys deutlich preiswerteren Sportwagen. Über den Zeitpunkt und den Grund der Unternehmensschließung ist nichts bekannt.